# 櫻井一葉
櫻井 一葉 （さくらい かずは、1968年9月5日 - ）は、日本の映画・テレビドラマプロデューサー。フレッシュハーツ代表取締役社長。
本名・服部 尚子。

## 経歴
- 1993年10月にフレッシュハーツを創設し、1999年、映画「9-NINE/ナイン」にて初映画プロデュースをする。
- 2001年吉本興業と朝日放送（現：朝日放送テレビ）が創設した、Ｍ-1グランプリの初代受賞者中川家で、特別協賛のオートバックスセブンのＣＭ制作をプロデューサーとして参画
- 2002年、堀江貴文と大和田廣樹と共に、日本初のインターネットで見せるドラマ＝ネットシネマ（Yahoo・ライブドア等でオリジナルドラマを無料配信）の企画制作プロデューサーとして立ち上げから参画
- 2014年、青年海外協力隊50周年記念 映画「クロスロード (2015年の映画)」より、配給業を開始する
- 2016年、ネットシネマ・ゴールデンエッグプロジェクトの企画制作統括プロデューサーとして参画

## プロデュース

### 劇場公開映画
- 2000年製作  東映 「9-NINE/ナイン」
- 2001年製作 日活「BACK STAGE/バックステージ」
- 2001年製作 日活「借王 ファイナル」
- 2003年製作 東映ビデオ「デコトラの鷲 其の壱 祭りばやし」
- 2004年製作 東映ビデオ「デコトラの鷲 其の弐 会津・喜多方・人情街道」
- 2005年製作 東映ビデオ「デコトラの鷲 其の参 恋の花咲く清水港」
- 2006年製作 東映ビデオ「デコトラの鷲 其の四 愛と涙の男鹿半島」
- 2007年製作 東映ビデオ「デコトラの鷲 其の五 火の国熊本親子特急便」
- 2007年製作 フレッシュハーツ「Yoriko-寄子-」 モナコ国際映画祭2007 原作賞・脚本賞
- 2009年製作 フレッシュハーツ「サムライプリンセス 外道姫」
- 2012年製作 ティ・ジョイ「明日に架ける愛」日中友好40周年記念作品 第24回東京国際映画祭 特別上映作品
- 2013年製作 ティ・ジョイ「テコンドー魂〜Rebirth〜」
- 2015年製作 フレッシュハーツ「クロスロード」
- 2019年製作 イオンエンターテイメント「癒しのこころみ～自分を好きになる方法～」
- 2020年製作 フレッシュハーツ「新デコトラの鷲」
- 2020年製作 イオンエンターテイメント「お終活 熟春!人生、百年時代の過ごし方」
- 2023年製作 イオンエンターテイメント「お終活 再春!人生ラプソディ」

### テレビドラマ
- 2006年 WOWOW 「ドラゴンフライ」
- 2007年 BS-TBS 「うさぎがもちつき」
- 2007年 WOWOW 「パーフェクト・パートナー」
- 2007年 BS-TBS「うさぎたちのもちつき」
- 2007年 WOWOW 「江原啓之への質問状 ～永遠の記憶～」
- 2008年 BS-TBS「天使急便－Reboot」
- 2008年 TBS系「ママの神様」
- 2009年 WOWOW「借王」〜銭の達人〜」
- 2010年 WOWOW「借王」〜運命の報酬〜]
- 2012年 WOWOW「マグマ」
- 2013年 テレビ東京「作家探偵・山村美紗3」
- 2014年 テレビ東京「借王〜華麗なる借金返済作戦〜」
- 2015年 テレビ東京「逆転弁護士ヤブハラ」
- 2016年 テレビ東京「逆転弁護士ヤブハラ2 京都・十七年前の真実」
- 2016年 テレビ朝日「深層捜査」
- 2017年 テレビ朝日「深層捜査2」
- 2019年 テレビ朝日「深層捜査スペシャル」

### DVDシネマ
- 古潤茶シリーズ

### ネットシネマ
- 2002年 「チャンスの神様」
- 2002年 「来訪者」
- 2003年 「プチ美人の悲劇」
- 2003年 「電話の恋人」
- 2003年 「スタジアムで会いましょう」
- 2003年 「うさぎのもちつき」
- 2003年 「NO NAME」
- 2004年 「プチ美人とお金」
- 2004年 「うさぎのもちつき2」
- 2004年 「ベストフレンド」
- 2004年 「天使急便」
- 2004年 「Dreamers High!」
- 2004年 「愛してナイト」
- 2004年 「うさぎたちのもちつき」
- 2004年 「Cook Me Softly」
- 2005年 「負け犬結婚相談所」
- 2005年 「Go出産!～ご懐妊篇～」
- 2005年 「ON THE ROCK」
- 2005年 「マネー・ドロー」
- 2005年 「怖来 fu‐rai」
- 2006年 「恐怖依存症」

### 携帯コンテンツ
- Flower Shop Diary（2009年）企画
- ナイトマーケット（2009年）